# Lokalna cesta L67195
L67195 je lokalna cesta u Hrvatskoj.
Nalazi se na otoku Hvaru i prolazi kroz naselje Zavala u općini Jelsa. Početak ceste je čvor sa s lokalnom cestom L67190, na raskršću u s kojeg se cesta za Zavalu odvaja od ceste za Sv. Nedjelju. Cesta završava u luci u Zavali.
Uz cestu i u blizini ceste, nalazi se:
- Crkva sv. Nikole

## Vanjske poveznice
|  | Zajednički poslužitelj ima još gradiva o temi Lokalna cesta L67195 |